# James Wilson (cầu thủ bóng đá Anh)
James Anthony Wilson (sinh ngày 1 tháng 12 năm 1995) là một cầu thủ bóng đá người Anh hiện đang chơi cho Derby County ở vị trí tiền đạo theo dạng cho mượn từ Manchester United. Anh cũng từng khoác áo các đội tuyển U16 và U19 Anh.

## Sự nghiệp cầu thủ
Sinh ra tại Biddulph, Staffordshire, Wilson đã đến Manchester United từ lúc mới 7 tuổi. Anh sinh hoạt tại Học viện đào tạo trẻ của United, và chơi trận đầu tiên của mình cho đội U18 United khi mới chỉ 14 tuổi, trong một trận giao hữu với đội Tatran Prešov của Slovakia vào ngày 31 tháng 10 năm 2010. Sau khi có màn ra mắt thành công cho đội U18 trong trận đấu với West Bromwich Albion vào ngày 5 tháng 2 năm 2011, anh đã chơi thêm 3 trận đấu trong mùa giải 2010-11 và có 1 bàn thắng trong trận thua 2-1 trước Everton. Sau khi ghi được 2 bàn trong năm 2011 ở giải Milk Cup, mùa giải đó đội trẻ Manchester United đứng thứ nhì, Wilson bị vỡ mắt cá chân trong trận đấu thứ hai của mùa giải 2011-12 khiến anh phải rời xa sân cỏ gần 5 tháng. Khi trở lại, anh đã góp mặt thường xuyên trong đội U18 ở nửa mùa giải còn lại, ghi được 5 bàn trong 13 trận ra sân và 2 bàn ở FA Youth Cup. Anh cũng có trận ra mắt cho đội dự bị trong mùa giải, khi vào sân thay thế cho Frédéric Veseli ở phút 61 trong trận thua 1–0 trên sân của West Bromwich Albion vào ngày 6 tháng 3 năm 2012.
Tháng 7 năm 2012, Wilson ký hợp đồng mới với Manchester United. Anh thường xuyên góp mặt trong đội U18 ở mùa giải 2012–13, và đã mất 5 trận để ghi 1 bàn thắng đầu tiên của mùa giải, Wilson đánh dấu sự trở lại bằng cách ghi 5 bàn trong trận thắng Newcastle United vào ngày 22 tháng 9 năm 2012, hầu hết các bàn thắng của Wilson xuyên suốt nhiệm kỳ của Huấn luyện viên Sir Alex Ferguson. Sau khi ghi 5 bàn trong 4 lần ra sân, Wilson được tưởng thưởng một bản hợp đồng chuyên nghiệp đầu tiên trong ngày kỷ niệm sinh nhật lần thứ 17 của mình, và chứng tỏ bản năng săn bàn của mình bằng cách ghi 2 bàn trong trận thắng 4–2 trên sân nhà trước Southampton cùng ngày. Mặc dù bị chấn thương từ giữa tháng giêng đến đầu tháng 3 trong năm 2013, Wilson đã cống hiến hết mình để kết thúc giải đấu là cầu thủ ghi bàn hàng đầu của đội U18, với 14 bàn thắng trong 18 lần ra sân.
Mặc dù đóng vai trò quan trọng trong đội hình của đội dự bị mùa giải 2013–14, Wilson tiếp tục có mặt thường xuyên trong đội U18, ghi được 7 bàn thắng trong 6 trận liên tiếp ở đầu mùa giải (bao gồm cả ba trận tại giải UEFA Youth League gặp Bayer Leverkusen và Shakhtar Donetsk), Wilson cũng chơi thêm cho đội dự bị ở giải đấu Manchester Senior Cup với kết quả hòa 3-3 với Bury. Anh tham gia nhiều trận cho đội dự bị vào nữa mùa giải, và lập 1 hat-trick trong chiến thắng 3–0 trước Wolverhampton Wanderers vào ngày 10 tháng 3 năm 2014, Wilson đã có trận đấu ra mắt đội 1 vào ngày 5 tháng 4 khi vào sân từ băng ghế dự bị trong trận thắng 4–0 với Newcastle United. Một tháng sau, anh có màn ra mắt chính thức tại giải Premier League trên sân nhà với Hull City vào ngày 6 tháng 5, và ghi 2 bàn thắng trong chiến thắng 3–1, trước khi bị thay ra bởi Robin van Persie ở phút 64. Ngày 7 tháng 8 năm 2014, Wilson ghi cả bốn bàn thắng, trong đó 1 bàn thắng hết sức đẳng cấp ở hiệp 1 khi solo từ giữa sân và ghi bàn gỡ hòa cho đội U21 United và cả ba bàn thắng còn lại trong hiệp hai, góp phần chiến thắng 4–1 trong trận chung kết với gã hàng xóm Manchester City tại giải Manchester Senior Cup

## Sự nghiệp quốc tế
Wilson đã có một lần thi đấu cho U16 Anh, và giúp đội tuyển giành được danh hiệu Victory Shield thứ 10 liên tiếp khi đánh bại U-16 Bắc Ireland 3–0 vào tháng 3 năm 2011. Tháng 10 năm 2013, Wilson ghi bàn trong lần đầu tiên khoác áo đội tuyển U-19 Anh ở trận thắng 6–1 trước Estonia.

## Thống kê sự nghiệp
Tính đến Ngày 24 tháng 5 năm 2015
| Câu lạc bộ          | Mùa                 | Ngoại hạng Anh | Ngoại hạng Anh | Cúp FA | Cúp FA | Cúp Liên đoàn | Cúp Liên đoàn | châu Âu | châu Âu | Khác | Khác | Tổng Số | Tổng Số |
| Câu lạc bộ          | Mùa                 | Trận           | Bàn            | Trận   | Bàn    | Trận          | Bàn           | Trận    | Bàn     | Trận | Bàn  | Trận    | Bàn     |
| ------------------- | ------------------- | -------------- | -------------- | ------ | ------ | ------------- | ------------- | ------- | ------- | ---- | ---- | ------- | ------- |
| Manchester United   | 2013–14             | 1              | 2              | 0      | 0      | 0             | 0             | 0       | 0       | 0    | 0    | 1       | 2       |
| Manchester United   | 2014–15             | 13             | 1              | 3      | 1      | 1             | 0             | 0       | 0       | 0    | 0    | 17      | 2       |
| Tổng cộng Sự nghiệp | Tổng cộng Sự nghiệp | 14             | 2              | 3      | 1      | 1             | 0             | 0       | 0       | 0    | 0    | 18      | 4       |